# Horná Breznica
Horná Breznica (em húngaro: Felsőnyíresd) é um município da Eslováquia, situado no distrito de Púchov, na região de Trenčín. Tem 6,12 km² de área e sua população em 2018 foi estimada em 492 habitantes.

## Demografia
| Ano:        | 1994 | 2004   | 2014   | 2024   |
| ----------- | ---- | ------ | ------ | ------ |
| Broj ljudi: | 461  | 451    | 475    | 497    |
| Razlika:    |      | -2,16% | +5,32% | +4,63% |

| Ano:               | 2023 | 2024   |
| ------------------ | ---- | ------ |
| Número de pessoas: | 498  | 497    |
| Diferença:         |      | -0,20% |